# 文彭
文 彭（ぶん ほう、弘治10年（1497年） - 万暦元年（1573年））は、中国明代の書家・画家・篆刻家である。明代四大家のひとりである文徴明の長男であり、文嘉は弟にあたる。特に篆刻に優れた業績を遺した。
字は寿承、号は三橋・漁陽子・三橋居士。南京国子監博士・北京国子監博士を歴任したので文国博と称された。蘇州府長洲県の人。

## 概略
最初のうちは、象牙の印面に布地をしてその上から書したものを、金陵の李文甫に刻させていた。あるとき偶然入手した燈光凍（青田石の一種）に自ら刻印してからは二度と象牙印を顧みることはなかったという。このことが世に伝わり、篆刻は職人の手を離れ、文人自身が印石材に刻するようになった。人々は彼を篆刻の祖として尊び、後世の篆刻芸術への影響はすこぶる大きい。門下の何震も篆刻に優れ、「文何」と称揚される。
文彭は、秦漢の古印を模範とし、その印は奥ゆかしい控えめな女性的な美しさがあるといわれる。側款の行書や草書は美しくしなやかで、まれに隷書があるが漢代の碑文のような趣がある。
しかし、文彭の自作印は朱文の象牙印「七十二峯深處」が唯一伝存するのみである。また印譜も編集されたことがなく、今は書画の落款印などからその印影を見ることができるだけである。
なお、文彭は書にも優れ、草書は蔡襄に、章草は趙孟頫に比肩された。
周亮工の『印人伝』に文彭の業績が伝えられている。

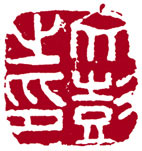
文彭之印
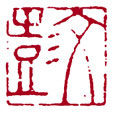
文彭
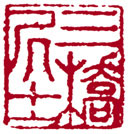
三橋居士
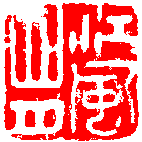
江風山月
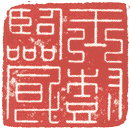
玉樹臨風
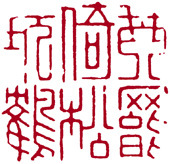
琴罷倚松玩鶴
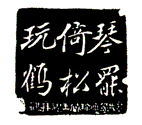
琴罷倚松玩鶴邊款